# Famille von Reibnitz
La famille von Reibnitz, également Rybnitz, est le nom d' une ancienne famille noble d'origine silésienne. La famille, dont certaines branches existent encore aujourd'hui, appartient à l'ancienne noblesse silésienne. Plus tard, les seigneurs de Reibnitz acquièrent également des possessions et des réputations en Saxe, en Prusse, en Poméranie et en Courlande.

## Histoire

### Origine

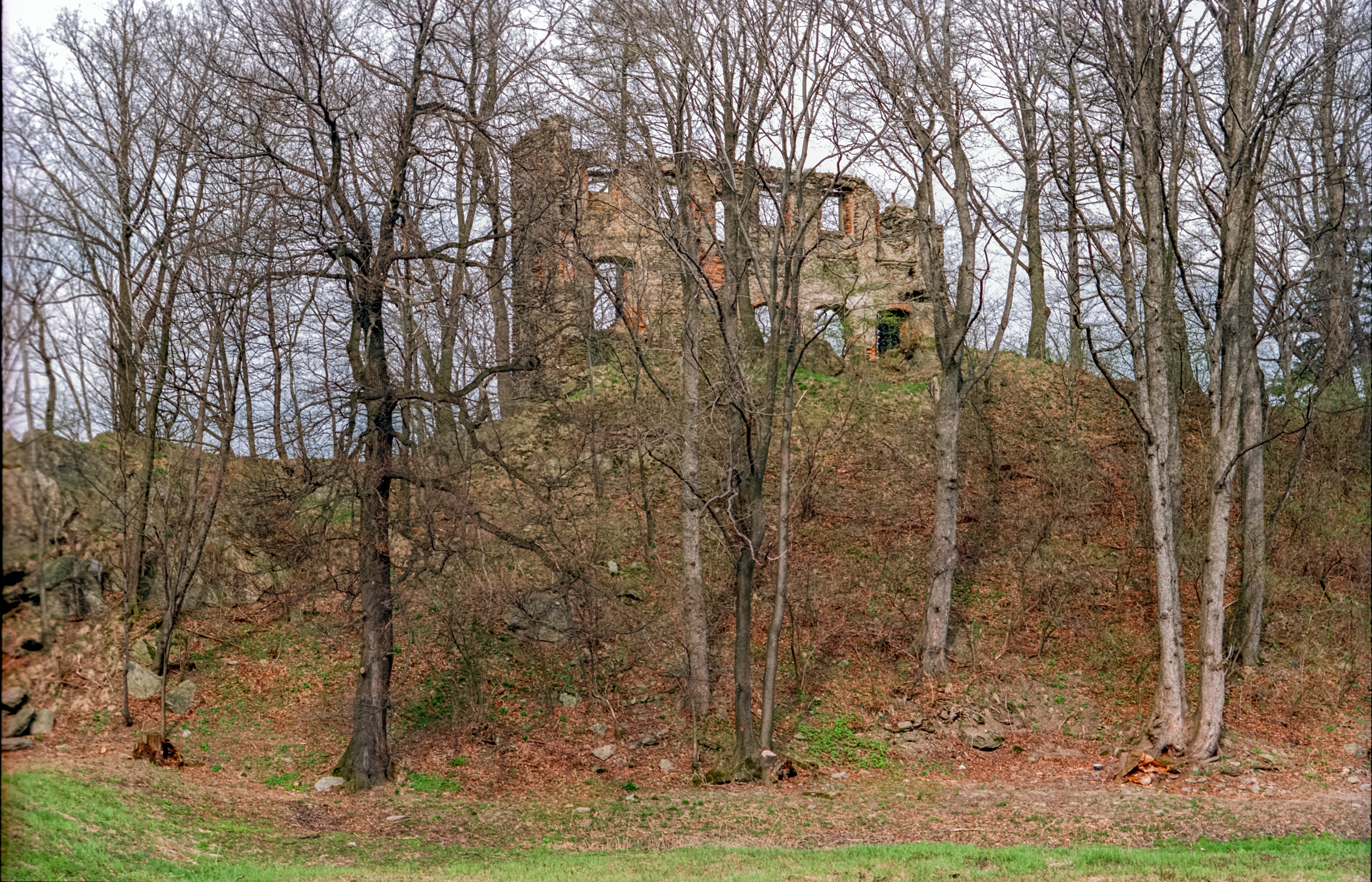
Ruines du château de Reibnitz

La famille est mentionnée pour la première fois en 1288 dans un document avec Henricus de Rybnicz comme témoin. Les premiers porteurs de noms qui suivent apparaissent également comme témoins dans des documents délivrés par les ducs de Silésie.
Le Genealogisches Handbuch des Adels commence la lignée assurée de la famille avec le chevalier Konrad von Reibnitz, qui apparaît dans des documents entre 1307 et 1337. Reibnitz, la maison ancestrale du même nom près d'Hirschberg dans l'ancien duché de Jauer, appartient à la famille depuis 1300.
Selon Kneschke, les membres de la famille étaient des châtelains et des vassaux des ducs de Schweidnitz-Jauer. Vers 1300, Seyfried Reibnitz fonde le village de Seifershau. En 1335 apparaît Cunadus de Reibnitz, qui reçoit en fief du duc Bolko von Fürstenberg une ferme à Kaubitz. C'est probablement ce même Cunadus, maintenant chevalier, qui appose son sceau en tant qu'arbitre dans un document de l'abbaye de Kamenz (de). Nicolaus von Reibnitz apparaît vers 1342 comme assesseur dans le droit de chevalerie de Schweidnitz et Heinrich von Reibnitz est en 1386 maréchal de l'évêque de Breslau Preczlaw von Pogarell. Les premières orthographes du nom de famille sont également von der Reibnitz ou von der Rybnitz.

### Expansion et possessions
Six frères von Reibnitz, nommés dans des documents entre 1342 et 1388, laissent de nombreux descendants qui, en plus des domaines hérités de Rohnstock, Wederau et Falkenberg, peuvent acquérir d'autres propriétés importantes en Silésie, dont en 1347 Klein Belmsdorf. De 1385 à 1448 plusieurs membres de la famille apparaissent comme chevaliers de l'Ordre Teutonique en Prusse.
La famille fonde très tôt les branches de Rathen, Arnsdorf, Falkenberg et Dietzdorf (Ciechów près de Neumarkt), Baumgarten et Dorndorf.
Arnsdorf est acquis par les frères Günther, Conrad et Georg von Reibnitz en 1491 de la famille von Runge. Après la mort prématurée de Conrad, Günther et Georg construisent un second domaine sur le site de la domination actuelle, l'Oberhof. En 1656, le manoir est vendu après que Heinrich von Reibnitz se soit endetté en raison de la guerre de Trente Ans.
La branche de Rathen est divisée en embranchements d'Ocklitz, Fürstenau, Peterswaldau et Niederstradam. La branche d'Arnsdorf possède les embranchements de Buchwald (à partir de 1573), Kauffungen (Nieder Kauffung), Erdmannsdorf, Leipe et Langenhellwigsdorf. La branche de Falkenberg établit les embranchements de Wederau (de) dans le duché de Schweidnitz-Jauer et Graebel. Le manoir de Zilmsdorf en Haute-Lusace, qui a été un domaine vassal de la seigneurie de Muskau (de), appartient à une branche de la famille depuis 1550 environ.
En plus de ces domaines ancestraux, la famille possède également, ou possède partiellement,  Harpersdorf près de Liegnitz, Pasterwitz, Kander et Polkau près de Schweidnitz, Neudorf et Altschönau près de Jauer, Steinseifen et Glausnitz près d'Hirschberg et Görlsdorf et Kemnitz en Lusace. Au milieu du XIXe siècle, un von Reibnitz possédait en fief Kerschitten (en) dans l'arrondissement de Preußisch Holland (de). En outre, les frères et sœurs von Reibnitz possèdent des biens à Geisslen dans l'arrondissement de Mohrungen (de), Emil von Reibnitz à Buchwalde dans l'arrondissement de Bütow, Julius Heinrich von Reibnitz, ancien d'État, à Holzkirch dans l'arrondissement de Lauban et Wilhelm von Reibnitz à Höckricht dans l'arrondissement d'Ohlau.

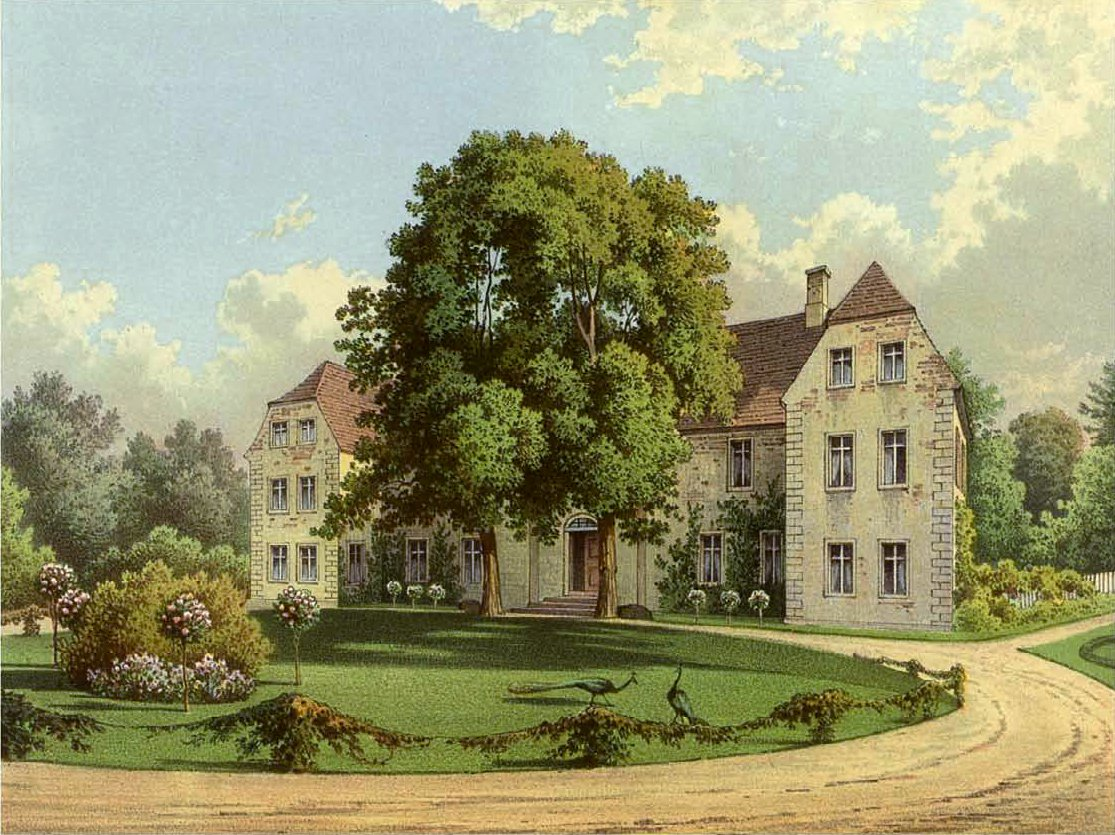
Manoir de Zilmsdorf vers 1860 (collection Duncker)
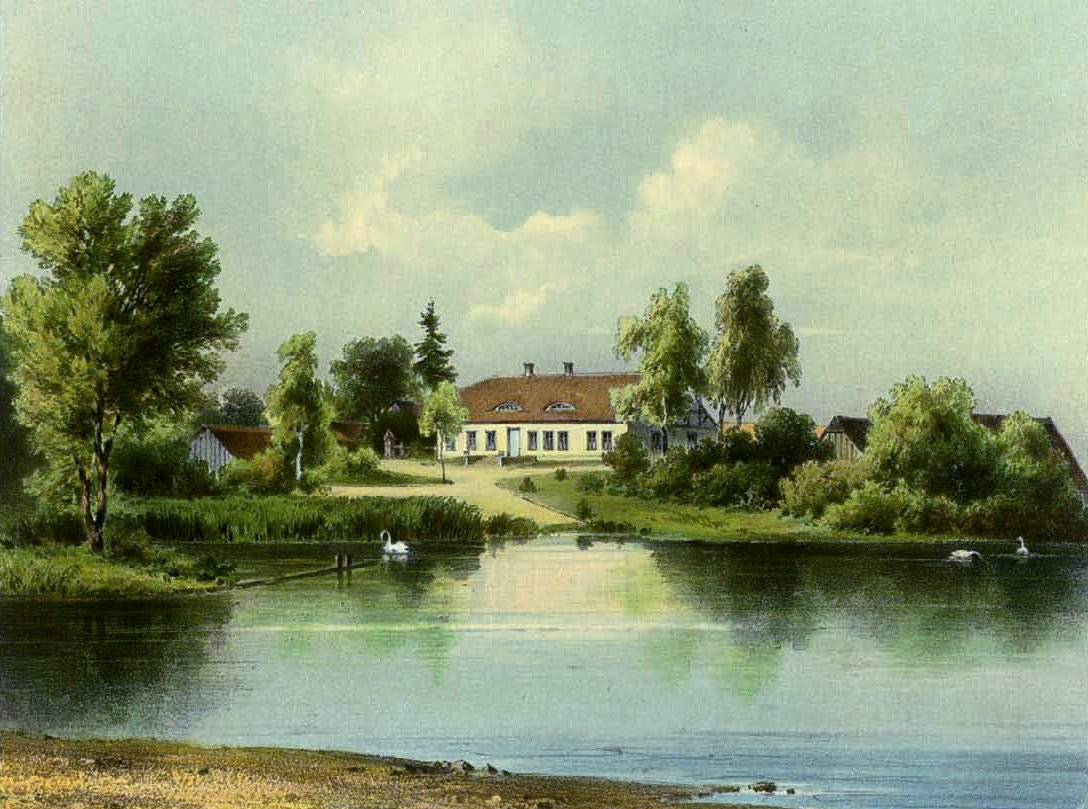
Manoir de Kerschitten vers 1860, collection Alexander Duncker
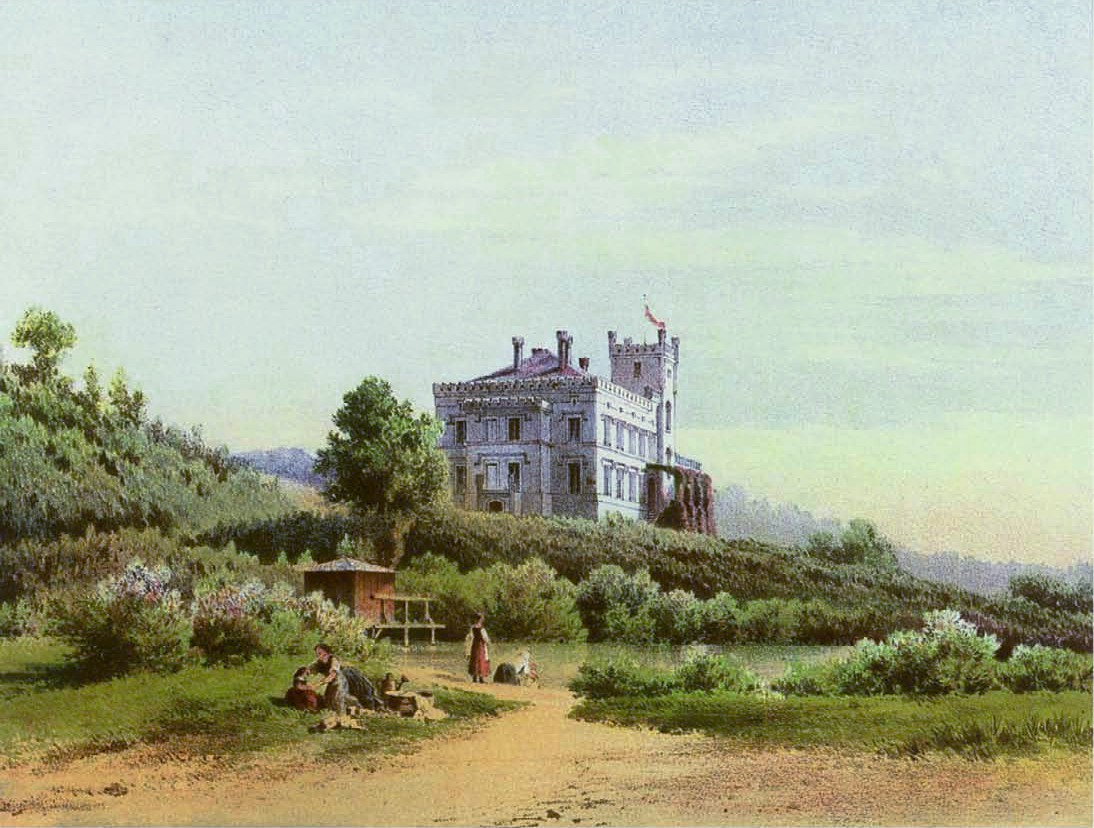
Château de Gross Grauden, Sammlung Alexander Duncker

### Personnalités
Christoph von Reibnitz, chanoine de l'abbaye Sainte-Croix de Breslau (de), construit l'église de Kaubitz en 1495, lieu de pèlerinage autrefois très fréquenté. Adam von Reibnitz und Rathen est mort en 1614 en tant que président du tribunal de district de Breslau. Anna Ursula von Reibnitz (morte en 1658) mariée le 26 août 1636 avec Henri Venceslas, duc de Munsterberg, élevé au rang de duchesse de Bernstadt par l'empereur Ferdinand II en 1637.
Des liens de parenté existent entre autres avec les comtes d'Hochberg et les barons de Zedlitz (de) . Johann Leopold von Reibnitz se marie avec Anna Eleonora von Netz. Leur fils Johann Maximilian Leopold von Reibnitz, seigneur de Buchwald, Erdmannsdorf et Schreibendorf  meurt en 1795 sans descendance et ses sœurs reçoivent son héritage. Son frère Christoph Friedrich von Reibnitz se marie quatre fois, mais tous les mariages sont restés sans enfant. Il adopte le 27 décembre 1756 son cousin Gottfried Diprand Wilhelm von Reibnitz de la branche d'Erdmannsdorf-Leipe, qui continue la lignée. Son fils aîné Ernst von Reibnitz (1765–1829), seigneur de Roschkowitz, devient président du tribunal régional supérieur royal de Prusse. Son second mariage est avec Ulrike Gottliebe Amalie baronne von Blomberg-Sergemiethen. Il y a deux fils du mariage. Son fils Karl von Reibnitz (né en 1803) devient conseiller du gouvernement secret royal prussien et propriétaire du fidéicommis fondé par Heinrich von Reibnitz. Il meurt en 1856 en tant que directeur des Douanes du Grand-duché de Luxembourg. Son fils issu de son mariage avec Antonie von Gilgenheimb de la branche de Franzdorff, Emil von Reibnitz (1805–1868), chef du conseil supérieur de la famille, devient président de la Commission générale royale prussienne pour la réglementation des conditions des propriétaires et des paysans dans la province de Saxe. Il se marie avec Clara Charlotte Elisabeth von Reden (de) de la branche Hastenbeck et continue la lignée.
Issu d'une branche prussienne, Hans Christoph von Reibnitz, dont l'origine exacte n'est pas claire, est en 1663 héritier de Gottschalksdorf près de Graudenz. Il est l'ancêtre de la branche lituanienne-courlandaise. Ses fils deviennent officiers dans l'armée royale polonaise. Son petit-fils Christoph Albrecht von Reibnitz sert comme général de division polonais dans l'armée lituanienne. Il possède, entre autres, Chrzanów près de Sluzk et, en tant que délégué au synode de Wongrow, peut imposer la reconnaissance du consistoire luthérien à Wilna. Le fils de Christoph Albrecht, Stanislaus von Reibnitz, un lieutenant-colonel lituanien, devient plus tard l'aide de camp du roi de Pologne. Grâce à son mariage avec Luise von Knabenau (de), la famille vient en Courlande. Carl von Reibnitz, un fils du couple, devient un général impérial russe. En 1830, il acquit des héritiers de son beau-père, Gideon Adam von Freytag von Loringhoven (de), les domaines hérités de Demmen, Gartensee et Grenztal dans le gouvernement de Courlande et reçoit le majorat de Wolborz dans le gouvernement de Kalisch en donation impériale. La branche s'éteint dans la lignée masculine en 1884 avec la mort de Constantin von Reibnitz. Le majorat de Wolborz ne peut pas être hérité, car il ne peut être cédé qu'à des personnes de confession chrétienne-orthodoxe .
Parmi les membres importants de l'époque récente et contemporaine, on peut citer Johannes von Reibnitz (de) (1882-1939), homme politique national-socialiste et député du Reichstag de 1933 à 1939, et le social-démocrate Kurt von Reibnitz (de) (1877-1937), qui sert trois fois comme premier ministre d'État de Mecklembourg-Strelitz. Marie-Christine von Reibnitz (née en 1945) se marie en 1978 avec le prince Michael de Kent, petit-fils du roi George V, et cousin de la reine Élisabeth II. Elle est membre de la famille royale britannique.

### Élévations à la noblesse
Anna Ursula von Reibnitz (morte en 1658) est élevée le 16 janvier 1637 par l'empereur Ferdinand II, en raison de son mariage (26 août 1636) avec le duc Henri Venceslas de Münsterberg, au rang de princesse avec le titre de duchesse de Bernstadt,.
Issu de la branche prussienne, les frères Johann von Reibnitz, lieutenant royal prussien et plus tard capitaine du château de Mitau, et Carl von Reibnitz, colonel impérial russe et commandant du 4e régiment de chasseurs à pied, reçoivent l'indigénat de la chevalerie de Courlande (de) le 21 avril 1817.
De la souche silésienne, lignée Arnsdorf, les frères Johann Leopold von Reibnitz, d'Arnsdorf, Buchwald et Erdmannsdorf, ancien d'État et Christoph Friedrich von Reibnitz, de Stonsdorf, reçoivent le 16 juillet 1724 à Vienne de l'empereur Charles VI le titre de baron de Bohême.
De la souche silésienne, lignée Leipe, Gottfried Diprand von Reibnitz de la branche de Leipe,  fils adoptif de Christoph Friedrich baron von Reibnitz depuis le 27 décembre 1756, obtient le 20 janvier 1757 à Dresde une reconnaissance prussienne de l'adoption par le plus haut ordre du cabinet. Cent ans plus tard, le 20 janvier 1857 au château de Charlottenbourg, les six enfants de Karl baron von Reibnitz, conseiller d'État royal prussien et directeur des douanes, décédé en 1856, obtiennent la reconnaissance prussienne de leur statut de baron par ordre du Très Haut Conseil. Son frère Emil von Reibnitz, président de la commission générale royale prussienne à Mersebourg, obtient le statut de baron le 20 juin 1857 reconnu par le bureau du héraut.

## Armes

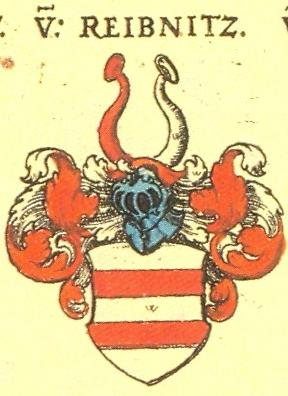
Armoiries de la famille von Reibnitz

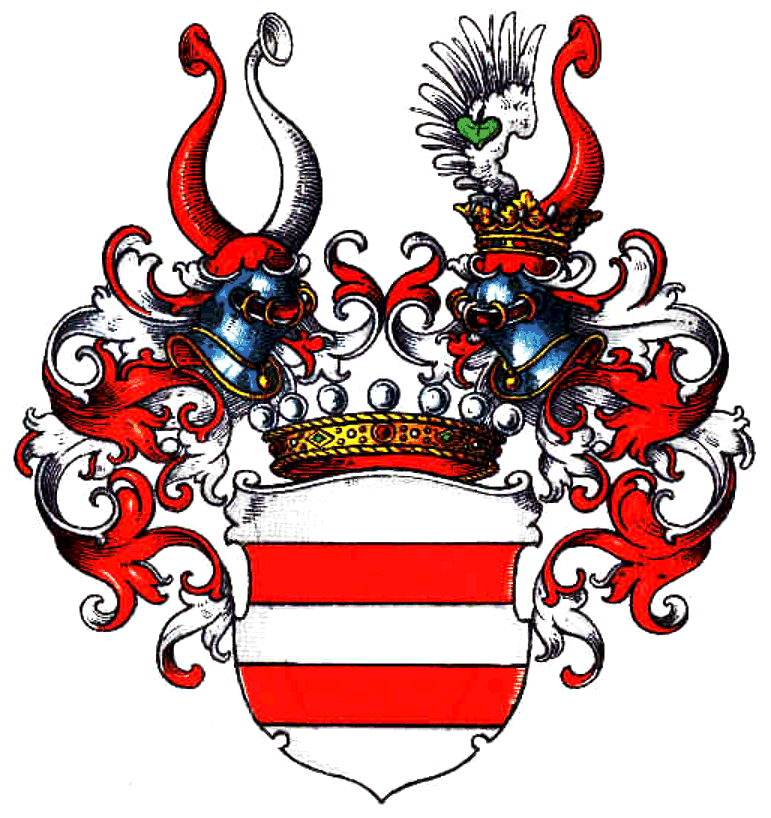
Armoiries des barons de Reibnitz

### Armoiries familiales
Les armoiries de la famille montrent deux barres rouges en argent. Sur le casque avec les lambrequins rouge et argent couvre une corne de buffle rouge et une argent.

### Armoiries baronniales
Les armoiries baronniales de 1724 et 1857 montrent le bouclier familial avec deux casques et des couvertures rouges et argentées. À droite le casque principal, à gauche à droite une aile argentée avec une feuille verte, à gauche une corne de buffle rouge.

### Anna Ursula von Reibnitz
En 1636, Anna Ursula von Reibnitz (morte en 1648) devient la deuxième épouse du duc Henri Venceslas d'Œls-Bernstadt. En tant qu'épouse morganatique, elle est élevée au rang de princesse de Bernstadt par le roi romain germanique Ferdinand III. Elle aurait insisté sur cette élévation afin de légitimer ses enfants pour la haute noblesse. Mais sa fille et ses deux fils meurent en bas âge. On a dit plus tard qu'elle a refusé d'épouser le duc sans être princesse, car rien de non princier ne doit exister dans la lignée des Piast. En réalité, le duc n'est pas issu de cette famille, mais de la famille noble bohémienne de Podiebrad (de). De plus, la légende rapporte que le mot "amour" se trouve dans son blason entre les deux barres rouges du Reibnitz.

## Personnalités
- Anna Magdalena von Reibnitz, née von Pusch (1664–1745), logeuse protestante à Ober-Schreibendorf
- Ernst Albrecht von Reibnitz (né en 1839), député de la Chambre des seigneurs de Prusse
- Ernst Karl Wilhelm von Reibnitz (1765–1829), président du district de Glogau
- Georg von Reibnitz (1849-1922), lieutenant général prussien
- Hans von Reibnitz (1854-1931), seigneur et député du Reichstag (DFP)
- Hans-Christian von Reibnitz (de) (né en 1960), diplomate allemand et ambassadeur à Oman
- Johannes von Reibnitz (de) (1882-1939), homme politique allemand (NSDAP)
- Kurt von Reibnitz (de) (1877-1937), homme politique allemand (SPD)
- Leopold von Reibnitz (1890-1972), général de division allemand
- Marie-Christine von Reibnitz (née en 1945), en tant que SAR la princesse Michael de Kent, membre de la famille royale britannique
- Paul von Reibnitz (1838-1900), contre-amiral de la marine impériale
- Rudolf von Reibnitz (1829-1909), général d'infanterie prussien
- Ursula von Reibnitz (de) (1915–1990), actrice allemande

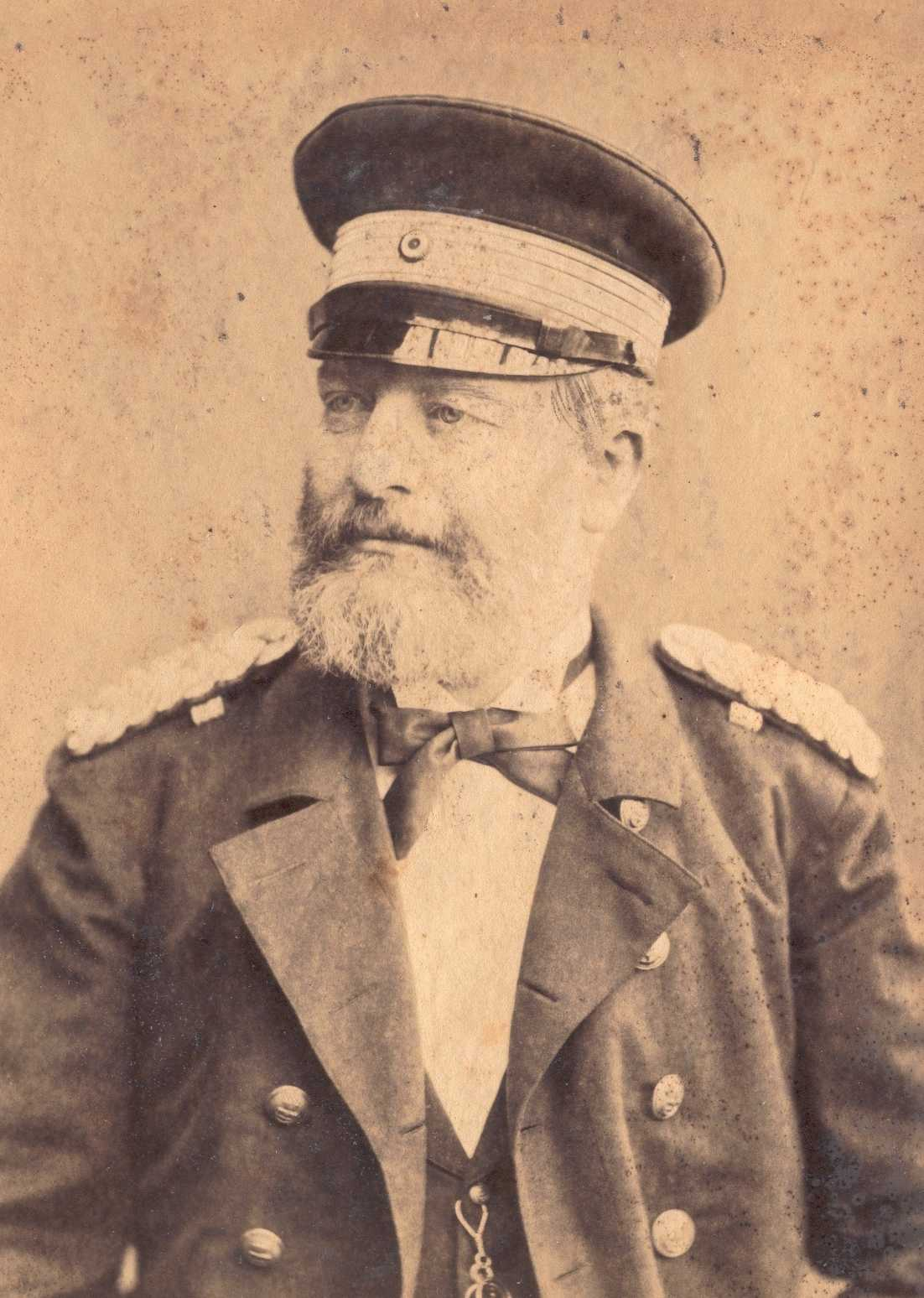
Paul von Reibnitz (1838–1900)
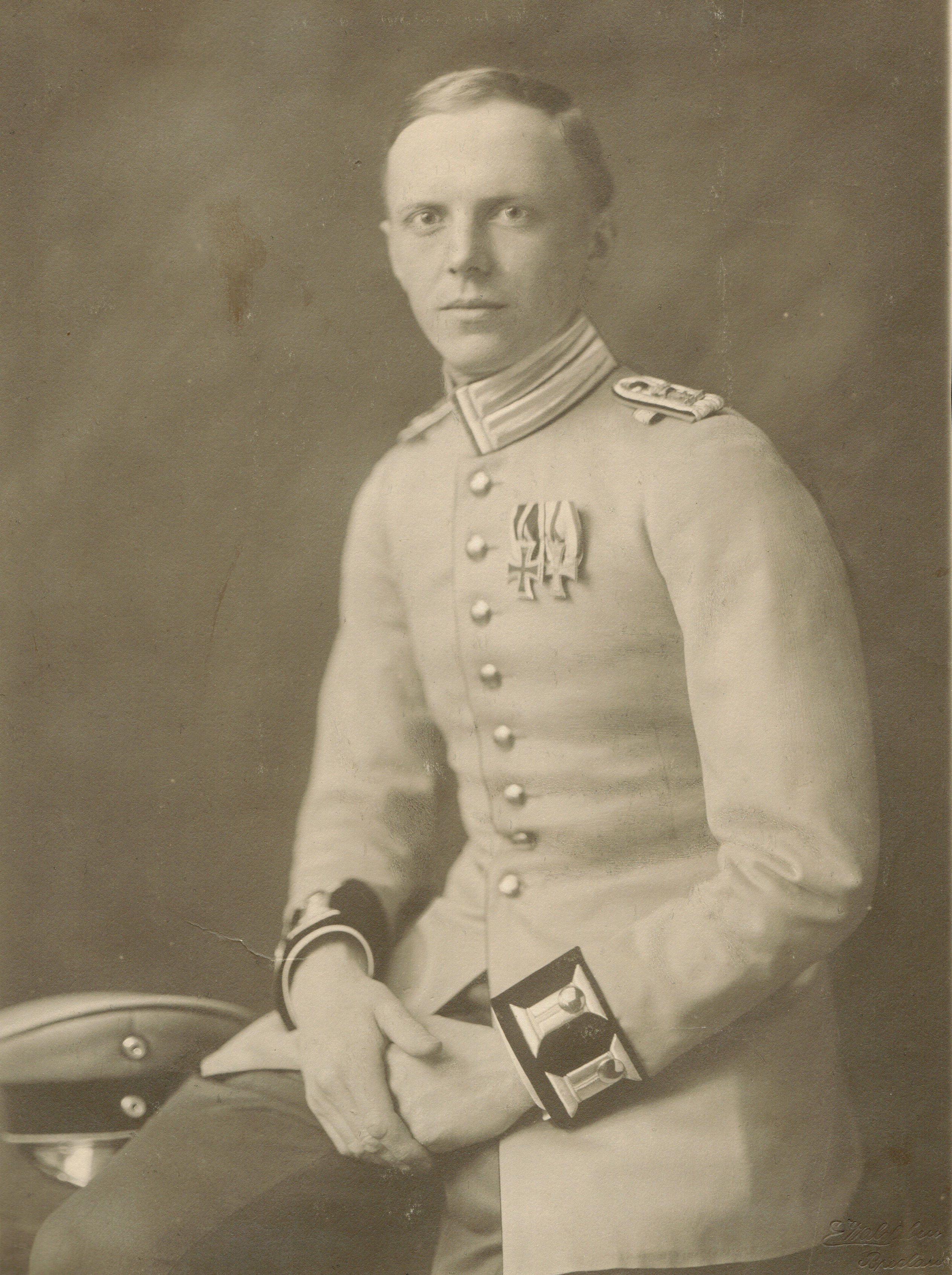
Günther von Reibnitz (1894–1983)
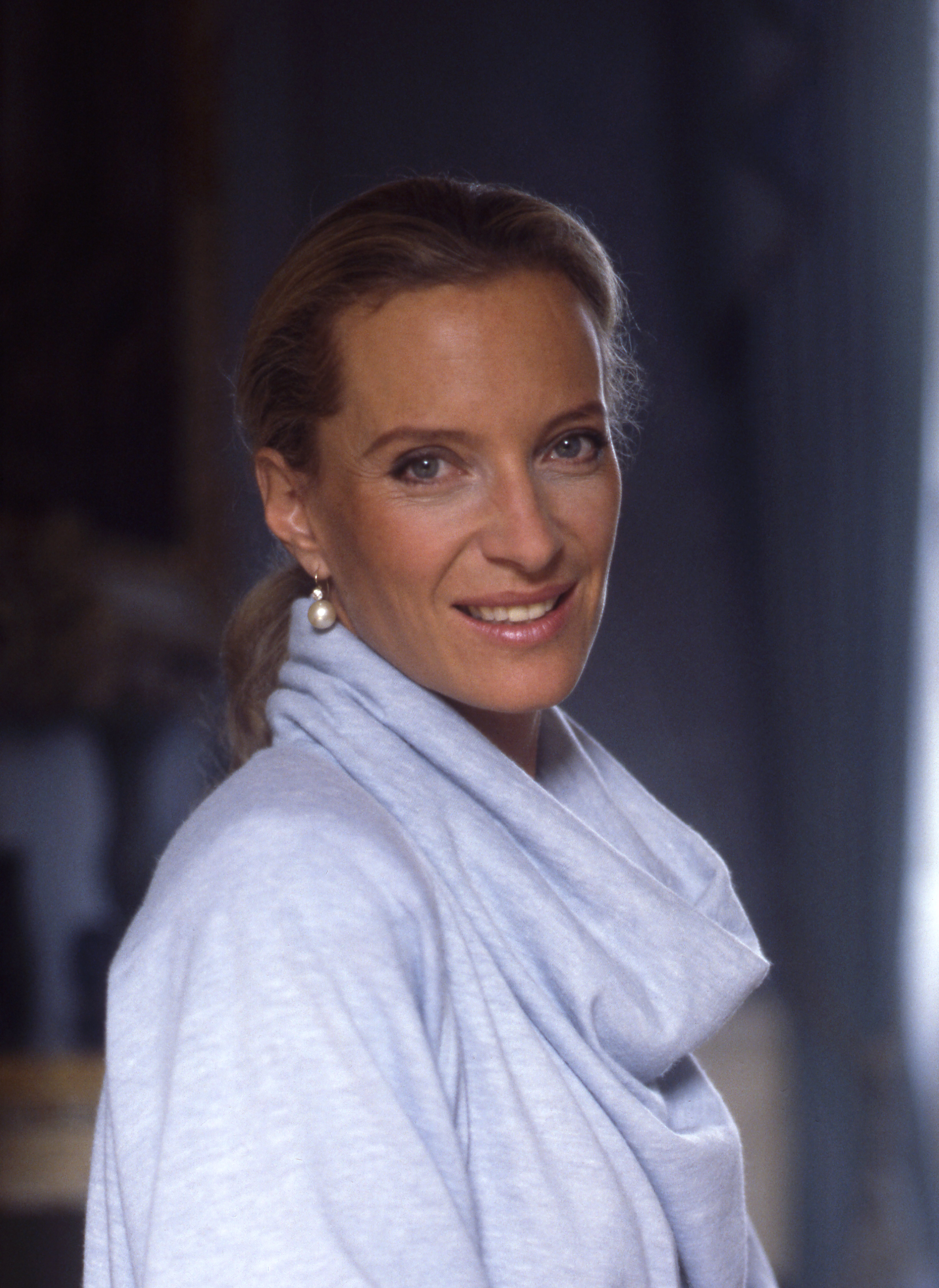
Marie-Christine von Reibnitz (née en 1945)